# Vähän-Kaidan Aukko
Vähän-Kaidan Aukko är en fjärd i Finland. Den ligger i landskapet Egentliga Finland, i den sydvästra delen av landet, 180 km väster om huvudstaden Helsingfors.
Vähän-Kaidan Aukko avgränsas av Mäntykari i sydväst, Vähä-Kaita i väst, Taiplax i nordöst och Montti i sydöst. Den ansluter till Montinaukko i söder, Samsorfjärden i öster och Rajakarinaukko i norr.